# Gran Premio motociclistico d'Argentina 2015
Il Gran Premio motociclistico d'Argentina 2015 è stato la terza prova del motomondiale del 2015.
La dodicesima edizione nella storia di questo GP vede vincere: Valentino Rossi in MotoGP, Johann Zarco in Moto2 e Danny Kent in Moto3.

## MotoGP
Valentino Rossi del team Movistar Yamaha vince la gara della classe MotoGP, dietro di lui la Ducati Desmosedici di Andrea Dovizioso (giunto al terzo piazzamento a podio in tre gare stagionali), con Cal Crutchlow su Honda RC213V al terzo posto. Rossi chiude primo con un vantaggio di oltre cinque secondi, anche se in gara ha dovuto vincere la resistenza di Marc Márquez, con il pilota spagnolo che cade al 24º giro a seguito di un contatto proprio con Rossi, con i due in piena contesa per la prima piazza. Rossi ottiene così la sua seconda affermazione stagionale su tre gare corse, centodecima totale della sua carriera nel motomondiale.
Il confronto fra i piloti dotati di motociclette con specifiche Open ha visto primeggiare Jack Miller, dodicesimo con la Honda RC213V-RS del team CWM LCR Honda.
Nella classifica mondiale, Rossi consolida la sua leadership portandosi a quota 66 punti, Dovizioso secondo a 60, terzo Andrea Iannone con 40, Jorge Lorenzo quarto a 37 punti e Márquez quinto con 36.

### Arrivati al traguardo
| Pos. | Nº | Pilota           | Squadra                     | Motocicletta       | Giri | Tempo     | Griglia | Punti |
| ---- | -- | ---------------- | --------------------------- | ------------------ | ---- | --------- | ------- | ----- |
| 1º   | 46 | Valentino Rossi  | Movistar Yamaha             | Yamaha YZR-M1      | 25   | 41'35.644 | 8º      | 25    |
| 2º   | 4  | Andrea Dovizioso | Ducati Team                 | Ducati Desmosedici | 25   | +5.685    | 6º      | 20    |
| 3º   | 35 | Cal Crutchlow    | CWM LCR Honda               | Honda RC213V       | 25   | +8.298    | 4º      | 16    |
| 4º   | 29 | Andrea Iannone   | Ducati Team                 | Ducati Desmosedici | 25   | +8.352    | 3º      | 13    |
| 5º   | 99 | Jorge Lorenzo    | Movistar Yamaha             | Yamaha YZR-M1      | 25   | +10.192   | 5º      | 11    |
| 6º   | 38 | Bradley Smith    | Monster Yamaha Tech 3       | Yamaha YZR-M1      | 25   | +19.876   | 10º     | 10    |
| 7º   | 41 | Aleix Espargaró  | Suzuki Ecstar               | Suzuki GSX-RR      | 25   | +24.333   | 2º      | 9     |
| 8º   | 44 | Pol Espargaró    | Monster Yamaha Tech 3       | Yamaha YZR-M1      | 25   | +27.670   | 18º     | 8     |
| 9º   | 45 | Scott Redding    | EG 0,0 Marc VDS             | Honda RC213V       | 25   | +34.397   | 11º     | 7     |
| 10º  | 25 | Maverick Viñales | Suzuki Ecstar               | Suzuki GSX-RR      | 25   | +34.808   | 9º      | 6     |
| 11º  | 9  | Danilo Petrucci  | Pramac Racing               | Ducati Desmosedici | 25   | +40.206   | 7º      | 5     |
| 12º  | 43 | Jack Miller      | CWM LCR Honda               | Honda RC213V-RS    | 25   | +42.654   | 21º     | 4     |
| 13º  | 8  | Héctor Barberá   | Avintia Racing              | Ducati Desmosedici | 25   | +42.729   | 12º     | 3     |
| 14º  | 76 | Loris Baz        | Athinà Forward Racing       | Yamaha Forward     | 25   | +42.853   | 22º     | 2     |
| 15º  | 6  | Stefan Bradl     | Athinà Forward Racing       | Yamaha Forward     | 25   | +43.037   | 16º     | 1     |
| 16º  | 69 | Nicky Hayden     | Aspar Team                  | Honda RC213V-RS    | 25   | +43.252   | 20º     |       |
| 17º  | 50 | Eugene Laverty   | Aspar Team                  | Honda RC213V-RS    | 25   | +43.400   | 14º     |       |
| 18º  | 63 | Mike Di Meglio   | Avintia Racing              | Ducati Desmosedici | 25   | +43.808   | 23º     |       |
| 19º  | 19 | Álvaro Bautista  | Aprilia Racing Team Gresini | Aprilia RS-GP      | 25   | +44.878   | 19º     |       |
| 20º  | 33 | Marco Melandri   | Aprilia Racing Team Gresini | Aprilia RS-GP      | 25   | +56.236   | 24º     |       |
| 21º  | 17 | Karel Abraham    | AB Motoracing               | Honda RC213V-RS    | 25   | +1'03.371 | 17º     |       |
| 22º  | 15 | Alex De Angelis  | Octo IodaRacing             | ART                | 25   | +1'08.444 | 25º     |       |

### Ritirati
| Nº | Pilota          | Squadra       | Motocicletta       | Giri | Griglia |
| -- | --------------- | ------------- | ------------------ | ---- | ------- |
| 7  | Hiroshi Aoyama  | Repsol Honda  | Honda RC213V       | 24   | 15º     |
| 93 | Marc Márquez    | Repsol Honda  | Honda RC213V       | 23   | 1º      |
| 68 | Yonny Hernández | Pramac Racing | Ducati Desmosedici | 6    | 13º     |

## Moto2
Prima affermazione nella classe Moto2 per Johann Zarco, che ottiene così la seconda vittoria della sua carriera nel motomondiale, successo che mancava al pilota francese da più di tre anni e mezzo, quando vinse la gara della classe 125 al GP del Giappone del 2011 (prima vittoria della sua carriera nel motomondiale). Sul podio insieme al vincitore salgono Álex Rins ed il britannico Sam Lowes in terza posizione. Dodicesimo il campione del mondo in carica di questa classe, lo spagnolo Esteve Rabat, che in queste prime tre gare del 2015 ha racimolato 17 punti per la graduatoria di campionato.
Con la vittoria di questa gara, Zarco si porta in testa alla classifica generale con 53 punti, seguito da Rins con 49 e Lowes con 41 punti.

### Arrivati al traguardo
| Pos. | Nº | Pilota              | Squadra                        | Motocicletta       | Giri | Tempo     | Griglia | Punti |
| ---- | -- | ------------------- | ------------------------------ | ------------------ | ---- | --------- | ------- | ----- |
| 1º   | 5  | Johann Zarco        | Ajo Motorsport                 | Kalex Moto2        | 23   | 39'44.497 | 1º      | 25    |
| 2º   | 40 | Álex Rins           | Paginas Amarillas HP 40        | Kalex Moto2        | 23   | +2.715    | 5º      | 20    |
| 3º   | 22 | Sam Lowes           | Speed Up Racing                | Speed Up SF15      | 23   | +4.161    | 4º      | 16    |
| 4º   | 36 | Mika Kallio         | Italtrans Racing               | Kalex Moto2        | 23   | +5.310    | 10º     | 13    |
| 5º   | 21 | Franco Morbidelli   | Italtrans Racing               | Kalex Moto2        | 23   | +7.958    | 22º     | 11    |
| 6º   | 12 | Thomas Lüthi        | Derendinger Racing Interwetten | Kalex Moto2        | 23   | +9.408    | 3º      | 10    |
| 7º   | 11 | Sandro Cortese      | Dynavolt Intact GP             | Kalex Moto2        | 23   | +9.926    | 8º      | 9     |
| 8º   | 7  | Lorenzo Baldassarri | Athinà Forward Racing          | Kalex Moto2        | 23   | +10.028   | 13º     | 8     |
| 9º   | 94 | Jonas Folger        | AGR Team                       | Kalex Moto2        | 23   | +10.152   | 6º      | 7     |
| 10º  | 55 | Hafizh Syahrin      | Petronas Raceline Malaysia     | Kalex Moto2        | 23   | +11.316   | 16º     | 6     |
| 11º  | 39 | Luis Salom          | Paginas Amarillas HP 40        | Kalex Moto2        | 23   | +11.764   | 18º     | 5     |
| 12º  | 1  | Esteve Rabat        | EG 0,0 Marc VDS                | Kalex Moto2        | 23   | +11.872   | 2º      | 4     |
| 13º  | 77 | Dominique Aegerter  | Technomag Racing Interwetten   | Kalex Moto2        | 23   | +14.005   | 17º     | 3     |
| 14º  | 95 | Anthony West        | QMMF Racing                    | Speed Up SF15      | 23   | +20.788   | 19º     | 2     |
| 15º  | 73 | Álex Márquez        | EG 0,0 Marc VDS                | Kalex Moto2        | 23   | +21.321   | 20º     | 1     |
| 16º  | 23 | Marcel Schrötter    | Tech 3                         | Tech 3 Mistral 610 | 23   | +25.693   | 12º     |       |
| 17º  | 25 | Azlan Shah          | Idemitsu Honda Team Asia       | Kalex Moto2        | 23   | +26.537   | 25º     |       |
| 18º  | 88 | Ricard Cardús       | Tech 3                         | Tech 3 Mistral 610 | 23   | +26.686   | 21º     |       |
| 19º  | 44 | Steven Odendaal     | AGR Team                       | Kalex Moto2        | 23   | +27.397   | 26º     |       |
| 20º  | 30 | Takaaki Nakagami    | Idemitsu Honda Team Asia       | Kalex Moto2        | 23   | +27.779   | 15º     |       |
| 21º  | 4  | Randy Krummenacher  | JIR Racing                     | Kalex Moto2        | 23   | +28.559   | 11º     |       |
| 22º  | 19 | Xavier Siméon       | Federal Oil Gresini            | Kalex Moto2        | 23   | +35.988   | 9º      |       |
| 23º  | 70 | Robin Mulhauser     | Technomag Racing Interwetten   | Kalex Moto2        | 23   | +36.457   | 24º     |       |
| 24º  | 10 | Thitipong Warokorn  | APH PTT The Pizza SAG          | Kalex Moto2        | 23   | +46.710   | 27º     |       |
| 25º  | 66 | Florian Alt         | Octo Iodaracing                | Suter MMX2         | 23   | +47.522   | 28º     |       |
| 26º  | 60 | Julián Simón        | QMMF Racing                    | Speed Up SF15      | 23   | +1'02.910 | 14º     |       |
| 27º  | 51 | Zaqhwan Zaidi       | JPMoto Malaysia                | Suter MMX2         | 23   | +1'06.741 | 30º     |       |
| 28º  | 2  | Jesko Raffin        | sports-millions-EMWE-SAG       | Kalex Moto2        | 23   | +1'06.839 | 29º     |       |

### Ritirati
| Nº | Pilota       | Squadra               | Motocicletta       | Giri | Griglia |
| -- | ------------ | --------------------- | ------------------ | ---- | ------- |
| 96 | Louis Rossi  | Tasca Racing          | Tech 3 Mistral 610 | 18   | 23º     |
| 3  | Simone Corsi | Athinà Forward Racing | Kalex Moto2        | 1    | 7º      |

## Moto3
Danny Kent con la Honda NSF250R del team Leopard Racing vince la gara con oltre dieci secondi di vantaggio sugli inseguitori. Per il britannico Kent si tratta della sua seconda vittoria consecutiva in tre gare corse in questa stagione. Sul podio salgono anche gli spagnoli Efrén Vázquez (compagno di squadra di Kent) e Isaac Viñales terzo con la Husqvarna FR 250 GP. Quarto Miguel Oliveira, il portoghese è stato l'autore della pole position, con Romano Fenati ottavo, che nonostante si fosse classificato in ottava casella sulla griglia di partenza, è stato retrocesso in ultima posizione per aver tenuto comportamento aggressivo e antisportivo nei confronti di Niklas Ajo durante il warm up.
Nella classifica mondiale, Kent comanda con 66 punti, seguito da Vázquez con 49 e terzo Enea Bastianini con 40 punti.

### Arrivati al traguardo
| Pos. | Nº | Pilota              | Squadra                    | Motocicletta        | Giri | Tempo     | Griglia | Punti |
| ---- | -- | ------------------- | -------------------------- | ------------------- | ---- | --------- | ------- | ----- |
| 1º   | 52 | Danny Kent          | Leopard Racing             | Honda NSF250R       | 21   | 38'25.621 | 2º      | 25    |
| 2º   | 7  | Efrén Vázquez       | Leopard Racing             | Honda NSF250R       | 21   | +10.334   | 4º      | 20    |
| 3º   | 32 | Isaac Viñales       | Husqvarna Factory Laglisse | Husqvarna FR 250 GP | 21   | +10.396   | 5º      | 16    |
| 4º   | 44 | Miguel Oliveira     | Red Bull KTM Ajo           | KTM RC 250 GP       | 21   | +10.767   | 1º      | 13    |
| 5º   | 41 | Brad Binder         | Red Bull KTM Ajo           | KTM RC 250 GP       | 21   | +11.117   | 15º     | 11    |
| 6º   | 20 | Fabio Quartararo    | Estrella Galicia 0,0       | Honda NSF250R       | 21   | +11.195   | 16º     | 10    |
| 7º   | 98 | Karel Hanika        | Red Bull KTM Ajo           | KTM RC 250 GP       | 21   | +11.388   | 6º      | 9     |
| 8º   | 5  | Romano Fenati       | SKY Racing Team VR46       | KTM RC 250 GP       | 21   | +11.603   | 8º      | 8     |
| 9º   | 33 | Enea Bastianini     | Gresini Racing             | Honda NSF250R       | 21   | +11.712   | 10º     | 7     |
| 10º  | 31 | Niklas Ajo          | RBA Racing                 | KTM RC 250 GP       | 21   | +11.806   | 17º     | 6     |
| 11º  | 21 | Francesco Bagnaia   | Mapfre Team Mahindra       | Mahindra MGP3O      | 21   | +11.958   | 18º     | 5     |
| 12º  | 11 | Livio Loi           | RW Racing GP               | Honda NSF250R       | 21   | +12.355   | 11º     | 4     |
| 13º  | 76 | Hiroki Ono          | Leopard Racing             | Honda NSF250R       | 21   | +12.501   | 9º      | 3     |
| 14º  | 84 | Jakub Kornfeil      | Drive M7 SIC               | KTM RC 250 GP       | 21   | +12.644   | 20º     | 2     |
| 15º  | 17 | John McPhee         | Saxoprint RTG              | Honda NSF250R       | 21   | +12.772   | 19º     | 1     |
| 16º  | 65 | Philipp Öttl        | Schedl GP Racing           | KTM RC 250 GP       | 21   | +22.477   | 21º     |       |
| 17º  | 16 | Andrea Migno        | SKY Racing Team VR46       | KTM RC 250 GP       | 21   | +23.352   | 14º     |       |
| 18º  | 29 | Stefano Manzi       | San Carlo Team Italia      | Mahindra MGP3O      | 21   | +28.746   | 26º     |       |
| 19º  | 2  | Remy Gardner        | CIP                        | Mahindra MGP3O      | 21   | +30.409   | 27º     |       |
| 20º  | 63 | Zulfahmi Khairuddin | Drive M7 SIC               | KTM RC 250 GP       | 21   | +30.644   | 28º     |       |
| 21º  | 12 | Matteo Ferrari      | San Carlo Team Italia      | Mahindra MGP3O      | 21   | +30.786   | 25º     |       |
| 22º  | 88 | Jorge Martín        | Mapfre Team Mahindra       | Mahindra MGP3O      | 21   | +44.095   | 23º     |       |
| 23º  | 55 | Andrea Locatelli    | Gresini Racing             | Honda NSF250R       | 21   | +45.153   | 29º     |       |
| 24º  | 40 | Darryn Binder       | Outox Reset Drink          | Mahindra MGP3O      | 21   | +49.149   | 30º     |       |
| 25º  | 19 | Alessandro Tonucci  | Outox Reset Drink          | Mahindra MGP3O      | 21   | +51.073   | 31º     |       |
| 26ª  | 22 | Ana Carrasco        | RBA Racing                 | KTM RC 250 GP       | 21   | +56.185   | 33ª     |       |
| 27º  | 24 | Tatsuki Suzuki      | CIP                        | Mahindra MGP3O      | 21   | +1'01.461 | 32º     |       |
| 28º  | 91 | Gabriel Rodrigo     | RBA Racing                 | KTM RC 250 GP       | 20   | +1 giro   | 34º     |       |

### Ritirati
| Nº | Pilota            | Squadra                    | Motocicletta        | Giri | Griglia |
| -- | ----------------- | -------------------------- | ------------------- | ---- | ------- |
| 9  | Jorge Navarro     | Estrella Galicia 0,0       | Honda NSF250R       | 15   | 7º      |
| 58 | Juanfran Guevara  | Mapfre Team Mahindra       | Mahindra MGP3O      | 12   | 12º     |
| 10 | Alexis Masbou     | Saxoprint RTG              | Honda NSF250R       | 7    | 13º     |
| 23 | Niccolò Antonelli | Ongetta-Rivacold           | Honda NSF250R       | 4    | 3º      |
| 95 | Jules Danilo      | Ongetta-Rivacold           | Honda NSF250R       | 3    | 22º     |
| 6  | María Herrera     | Husqvarna Factory Laglisse | Husqvarna FR 250 GP | 0    | 24ª     |